# Johann Baptist Schenk
Johann Baptist Schenk (30 de noviembre de 1753, Wiener Neustadt-29 de diciembre de 1836, Viena) fue un compositor y profesor austriaco. 

## Biografía
Johann Baptist Schenk nació el 30 de noviembre de 1753 en la ciudad austriaca de Wiener Neustadt. Cuando era niño ya componía canciones, danzas y sinfonías y se convirtió en una habilidoso violinista e intérprete de instrumentos de teclado y de viento. En 1773 se trasladó a Viena para estudiar con Georg Christoph Wagenseil. A principios de 1777 compuso obras sacras para la catedral de San Esteban. En los años 1780 se convirtió en un prolífico compositor de música improvisada y de singspiel. Su mejor singspiel es Der Dorfbarbier que fue estrenado en 1796. El resto de sus composiciones incluyen numerosas cantatas, diez sinfonías, varios conciertos y cinco cuartetos de cuerda. Fue buen amigo de Wolfgang Amadeus Mozart y de Ludwig van Beethoven. Este último fue alumno de Schenk en 1793.